# Арнасон, Йохан
Йохан Арнасон (исл. Árnason, Jóhann Páll, род. 1 июня 1940,  Исландия) — социолог.

## Биография
Изучал философию, историю и социологию в университетах Праги и Франкфурта. В 1972—1975 годах преподавал социологию в университетах Гейдельберга и Билефельда. Затем переехал в Австралию, где работал в Мельбурне в Университете Ла Троба. В 1987—2002 годах был главным редактором журнала «Thesis Eleven», который под его руководством вошел в число ведущих мировых периодических изданий по проблемам критической теории и исторической социологии. В 2006 году Арнасон выступил одним из основателей тематической группы «Историческая и сравнительная социология» Международной социологической ассоциации (в настоящее время — исследовательский комитет RC 56 «Историческая социология»).
Жена — чешка, поженились в 1963 году.

## Научные интересы
Ранние работы Арнасона посвящены неомарксистской критической теории. Опираясь на антропологические основания марксизма, он критиковал ряд теоретических положений представителей Франкфуртской школы. В 1980-е годы интересы Арнасона смещаются в направлении исторической макросоциологии. В этот период он разрабатывает собственную версию сравнительного анализа цивилизаций. На формирование его концепции повлияла веберовская традиция в исторической социологии. Собственная теоретическая позиция Арнасона характеризовалась как «поствеберианская». Среди ведущих представителей исторической социологии второй половины XX века наиболее близок Арнасону Ш. Эйзенштадт. Как полагает Арнасон, существенное значение для социологической теории имел вывод Эйзенштадта о том, что модерн представляет собой особую цивилизацию наравне с традиционными цивилизациями, сформированными мировыми религиями. Развитием данного тезиса стала идея множественных модернов.
В 1993 году вышла книга Арнасона «Несбывшееся будущее. Происхождение и судьбы советской модели». На сегодняшний день данная работа остается примером глубокого исследования обществ советского типа с позиций социологической теории. Впоследствии Арнасон неоднократно возвращался к проблематике коммунистического модерна. В частности, он рассмотрел распространение советской модели как форму глобализации, а также осуществил сравнительный анализ становления советской и китайской версий коммунистического модерна. С середины 1990-х годов Арнасон обращается к изучению особенностей японской версии общества модерна, результатом чего стали работы «Социальная теория и японский опыт. Дуальная цивилизация» (1997), «Периферийный центр. Очерки по японской истории и цивилизации» (2002).
В дальнейшем он рассматривал общетеоретические проблемы цивилизационного анализа в книгах «Спор о цивилизациях. Исторические вопросы и теоретические традиции» (2003), «Цивилизации осевого времени и мировая история» (в соавторстве с Ш. Эйзенштадтом и Б. Виттроком, 2005). В 2010 году под его редакцией опубликованы ряд фундаментальных работ по исторической социологии, посвященных широкому кругу тем, в том числе греческим полисам, Римской империи, процессам модернизации в странах Северной Европы.

## Основные произведения
- Arnason, J. (1988) Praxis und Interpretition: Sozialphilosophische Studien. Frankfurt am Main: Suhrkamp.
- Arnason, J. (1993) The Future that Failed: Origins and Destinies of the Soviet Model. London: Routledge.
- Arnason, J. (1997) Social Theory and Japanese Experience: The Dual Civilization. London: Kegan Paul.
- Arnason, J. (2003) Civilizations in Dispute: Theoretical Questions and Historical Traditions. Leiden: Brill.
- Arnason, J., S. Eisenstadt and B. Wittrock (eds.) (2005) Axial Civilizations and World History. Leiden: Brill.
- Arnason, J. and K. Raaflaub (eds.) (2011) The Roman Empire in Context: Comparative and Historical Perspectives. Malden: Blackwell.
- Arnason, J. and B. Wittrock (eds.) (2012) Nordic Paths to Modernity. New York: Berghahn Books.
- Arnason, J., K. Raaflaub and P. Wagner (eds.) (2013) The Greek Polis and the Origins of Democracy. Malden: Blackwell.

## Статьи на русском
- Арнасон Й. Коммунизм и модерн // Социологический журнал. 2011. № 1. С. 10-35.
- Арнасон Й. Понимание цивилизационной динамики: вводные замечания // Журнал социологии и социальной антропологии. 2012. Том XIV. № 6. С. 20-31.
- Арнасон Й. Советская модель как форма глобализации // Неприкосновенный запас: дебаты о политике и культуре. 2013. № 4. С. 36-44.
- Арнасон Й. Определение цивилизаций: предварительная модель // Неприкосновенный запас: дебаты о политике и культуре. 2014. № 6. С. 53-76.
- Арнасон Й. Понимание межцивилизационного взаимодействия // Метод. Вып. 5. 2015. С. 109—123.